# Agudat Yisrael
Agudat Yisrael (in ebraico אגודת ישראל‎?, lett. Unione d'Israele, traslitt. anche come Agudath Israel, o Agudas Yisroel) è un partito politico ebraico fondato nel 1912 a Katowice (oggi in Polonia, all'epoca nell'Impero tedesco), come braccio dell'ebraismo ortodosso. Esiste tutt'oggi sia come partito politico in Israele sia a livello internazionale con la denominazione «World Agudath Israel Federation».

## Storia

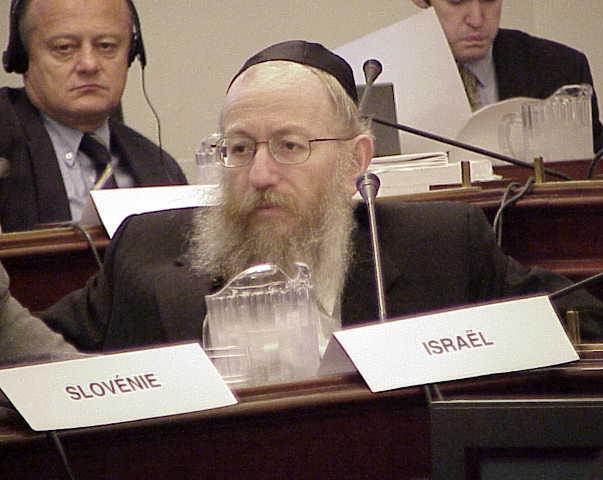
Yaakov Litzman, leader del partito (2013)

Agudat Yisrael fu fondato come movimento nell'Alta Slesia agli inizi del XX secolo per rappresentare la popolazione ebraica haredi (una forma molto conservatrice dell'ebraismo ortodosso). Conservò questa funzione anche dopo il 1918, quando i britannici crearono il mandato di Palestina. Scopo del movimento era fornire un'organizzazione generale e complessiva per gli ebrei osservanti, che si opponevano al movimento sionista.
Nella Palestina mandataria Agudat Yisrael condusse una linea politica di opposizione rispetto a quella maggioritaria nella comunità ebraica organizzata (Yishuv). I sionisti volevano la creazione uno stato ebraico laico, Agudat Yisrael no. Uno dei suoi portavoce più autorevoli, il poeta olandese Jacob Israël de Haan, fu assassinato dalla Haganah (una formazione paramilitare del movimento sionista) nel 1924.
Nel 1933 fu concluso un accordo con l'Agenzia ebraica locale, secondo cui l'Agudat Yisrael avrebbe ricevuto il 6,5% di permessi d'immigrazione annuali. In ultimo, alla vigilia della proclamazione della "Dichiarazione d'indipendenza israeliana" (1948), Agudat Yisrael cedette alle pressioni del movimento sionista e da allora ha collaborato a molti governi israeliani.
Agudat Yisrael era originariamente composto da un misto di chassidim e "ebrei lituani". Negli anni '80, tuttavia, il rabbino Elazar Shach, leader della comunità israeliana degli aschenaziti lituani, si staccò dal partito e fondò Degel HaTorah. La maggior parte della comunità lituana lo seguì, rendendo Agudat Yisrael un partito a prevalenza chassidica. Shach aveva in precedenza aiutato il rabbino Ovadiah Yosef a separarsi da Agudat Yisrael e a fondare Shas, partito composto in maggioranza da haredim sefarditi.
Dal 1992 Agudat Yisrael partecipa alle elezioni nazionali in alleanza con Degel HaTorah, nella lista Ebraismo della Torah Unito.
Agudat Yisrael, sebbene abbia sempre eletto un numero esiguo di parlamentari nella Knesset, ha spesso avuto un ruolo cruciale nella formazione dei governi israeliani, favorito dal sistema elettorale proporzionale. In questo modo ha potuto ottenere finanziamenti alle yeshivot e alle istituzioni della comunità, l'esenzione dal servizio militare per gli studenti delle yeshivot haredi e leggi in tutela dell'osservanza dello Shabbat e dei cibi kasher.
In protesta contro l'estensione del servizio militare alle donne, tra il 1952 e il 2015 nessun membro di Agudat Yisrael ha occupato la posizione di ministro. Tuttavia, dal 1977 il partito si è unito a numerosi governi e vari suoi membri sono stati vice-ministri. Nel 2015 Yaakov Litzman è stato nominato Ministro della Salute.

## Risultati elettorali

### Israele
| Elezioni       | Voti                            | %                               | Seggi   | +/-     |
| -------------- | ------------------------------- | ------------------------------- | ------- | ------- |
| 1949           | In Fronte Religioso Unito       | In Fronte Religioso Unito       | 2 / 120 | -       |
| 1951           | 13.799                          | 2.0                             | 3 / 120 | 1       |
| 1955           | In Fronte Religioso della Torah | In Fronte Religioso della Torah | 3 / 120 | Stabile |
| 1959           | In Fronte Religioso della Torah | In Fronte Religioso della Torah | 3 / 120 | Stabile |
| 1961           | 37.178                          | 3.7                             | 4 / 120 | 1       |
| 1965           | 39.795                          | 3.3                             | 4 / 120 | Stabile |
| 1969           | 44.002                          | 3.2                             | 4 / 120 | Stabile |
| 1973           | In Fronte Religioso della Torah | In Fronte Religioso della Torah | 3 / 120 | 1       |
| 1977           | 58.652                          | 3.4                             | 4 / 120 | 1       |
| 1981           | 72.312                          | 3.7                             | 4 / 120 | Stabile |
| 1984           | 36.079                          | 1.7                             | 2 / 120 | 2       |
| 1988           | 102.714                         | 4.5                             | 5 / 120 | 3       |
| 1992           | In Ebraismo della Torah Unito   | In Ebraismo della Torah Unito   | 3 / 120 | 2       |
| 1996           | In Ebraismo della Torah Unito   | In Ebraismo della Torah Unito   | 2 / 120 | 1       |
| 1999           | In Ebraismo della Torah Unito   | In Ebraismo della Torah Unito   | 3 / 120 | 1       |
| 2003           | In Ebraismo della Torah Unito   | In Ebraismo della Torah Unito   | 3 / 120 | Stabile |
| 2006           | In Ebraismo della Torah Unito   | In Ebraismo della Torah Unito   | 4 / 120 | 1       |
| 2009           | In Ebraismo della Torah Unito   | In Ebraismo della Torah Unito   | 3 / 120 | 1       |
| 2013           | In Ebraismo della Torah Unito   | In Ebraismo della Torah Unito   | 4 / 120 | 1       |
| 2015           | In Ebraismo della Torah Unito   | In Ebraismo della Torah Unito   | 4 / 120 | Stabile |
| Aprile 2019    | In Ebraismo della Torah Unito   | In Ebraismo della Torah Unito   | 4 / 120 | Stabile |
| Settembre 2019 | In Ebraismo della Torah Unito   | In Ebraismo della Torah Unito   | 4 / 120 | Stabile |
| 2020           | In Ebraismo della Torah Unito   | In Ebraismo della Torah Unito   | 4 / 120 | Stabile |
| 2021           | In Ebraismo della Torah Unito   | In Ebraismo della Torah Unito   | 3 / 120 | 1       |
| 2022           | In Ebraismo della Torah Unito   | In Ebraismo della Torah Unito   | 4 / 120 | 1       |